# Айдарлы (Кызылординская область)
Айдарлы (каз. Айдарлы) — село в Сырдарьинском районе Кызылординской области Казахстана. Административный центр и единственный населённый пункт Айдарлинского сельского округа. Находится примерно в 90 км к юго-востоку от районного центра, посёлка Теренозек. Код КАТО — 434833100.

## Население
В 1999 году население села составляло 2338 человек (1180 мужчин и 1158 женщин). По данным переписи 2009 года, в селе проживали 1892 человека (957 мужчин и 935 женщин).